# Krajnik Górny (gromada)
Krajnik Górny – dawna gromada, czyli najmniejsza jednostka podziału terytorialnego Polskiej Rzeczypospolitej Ludowej w latach 1954–1972.
Gromady, z gromadzkimi radami narodowymi (GRN) jako organami władzy najniższego stopnia na wsi, funkcjonowały od reformy reorganizującej administrację wiejską przeprowadzonej jesienią 1954 do momentu ich zniesienia z dniem 1 stycznia 1973, tym samym wypierając organizację gminną w latach 1954–1972.
Gromadę Krajnik Górny z siedzibą GRN w Krajniku Górnym utworzono – jako jedną z 8759 gromad na obszarze Polski – w powiecie chojeńskim w woj. szczecińskim na mocy uchwały nr V/41/54 WRN w Szczecinie z dnia 5 października 1954. W skład jednostki weszły obszary dotychczasowych gromad Grabowo, Krajnik Dolny, Krajnik Górny, Krzymów i Zatoń Dolna oraz miejscowość Raduń z dotychczasowej gromady Piasek ze zniesionej gminy Nawodna w tymże powiecie. Dla gromady ustalono 11 członków gromadzkiej rady narodowej.
31 grudnia 1959 do gromady Krajnik Górny włączono miejscowości Piasecznik, Niedźwiedź, Barcie, Trzypole, Smolnik i Piasek ze znoszonej gromady Lubiechów Górny w tymże powiecie.
Gromadę zniesiono 1 stycznia 1972, a jej obszar włączono do gromad Cedynia (miejscowości Barcie, Lasocin, Niedźwiedź, Piasecznik, Piasek i Trzypole) i Chojna (miejscowości Błądzim, Gęślice, Górki Krajnickie, Grabowo, Kochanówka, Krajnik Dolny, Krajnik Górny, Krzymów, Kuropatniki, Ognica, Raduń, Ustok i Zatoń Dolna) w tymże powiecie.